# 경주 효공왕릉
경주 효공왕릉(慶州 孝恭王陵)은 대한민국 경상북도 경주시 배반동에 있는 신라 제52대 효공왕(재위 897∼912)의 무덤이다. 1969년 8월 27일 대한민국의 사적 제183호로 지정되었다.

## 개요
신라 제52대 효공왕(재위 897∼912)의 무덤이다.
높이 5m, 지름 21.2m의 둥글게 흙을 쌓은 원형 봉토무덤이다. 무덤 밑부분에는 무덤을 보호하기 위해 쌓았던 돌이 몇 개 남아 있으며, 아무런 장식이 없는 매우 단순한 형태의 무덤이다.
『삼국사기』에 의하면 912년 왕이 죽자 이름을 효공이라 하고, 사자사라는 절 북쪽에 장사지냈다고 한다. 그러나 『삼국유사』에는 왕이 죽자 사자사 북쪽에 화장해 그 유골을 구지제의 동산 옆에 묻었다 하여 『삼국사기』와 차이를 보이고 있다.
현재 이 무덤의 남쪽에 절터가 있어 사자사의 터로 추정하고 있다.

## 같이 보기
- 효공왕

## 참고 자료
- 경주 효공왕릉 - 국가유산청 국가유산포털